# Chromosoom 8
Chromosoom 8 is een chromosoom in het menselijk lichaam dat ongeveer 146 miljoen basenparen DNA bevat. Het staat voor 4,25 tot 5 procent van het totale DNA in cellen.
Op chromosoom 8 zijn 50 genen bekend (anno 2008) die de oorzaak van een ziekte kunnen vormen.

## Te herleiden aandoeningen
Aanleg voor onder meer de volgende aandoeningen is te herleiden tot een fout (een verkeerde structuur of aantal basenparen) op chromosoom 8:
- koortsstuipen bij kleine kinderen (evenals op chromosoom 5 en 19)
- epilepsie
- de Ziekte van Oudtshoorn
- prostaatkanker (vermoedelijk)
- de Ziekte van Sanfilippo - type C
- Trisomie 8
- CHARGE-syndroom

1 ·
2 ·
3 ·
4 ·
5 ·
6 ·
7 ·
8 ·
9 ·
10 ·
11 ·
12 ·
13 ·
14 ·
15 ·
16 ·
17 ·
18 ·
19 ·
20 ·
21 ·
22 ·
X ·
Y